# Colonia el Potrero
Colonia el Potrero är en ort i Mexiko.   Den ligger i kommunen Taxco de Alarcón och delstaten Guerrero, i den sydöstra delen av landet, 110 km sydväst om huvudstaden Mexico City. Colonia el Potrero ligger 1 982 meter över havet och antalet invånare är 148.
Terrängen runt Colonia el Potrero är kuperad åt sydväst, men åt nordost är den bergig. Runt Colonia el Potrero är det ganska tätbefolkat, med 139 invånare per kvadratkilometer. Närmaste större samhälle är Taxco de Alarcón, 2,6 km söder om Colonia el Potrero. I omgivningarna runt Colonia el Potrero växer huvudsakligen savannskog.